# 奥德里希·斯维斯特克
奥德里希·斯维斯特克（捷克語：Oldřich Švestka，1922年3月24日—1983年6月8日），捷共保守派，捷克斯洛伐克的记者、编辑，捷克斯洛伐克共产党中央委员会委员，曾担任《红色权利报》主编。1968年曾与阿洛伊斯·英德拉、德拉戈米尔·科尔德尔、瓦西尔·比拉克、安托宁·卡佩克联名致信苏共，要求出面干涉压制以亞歷山大·杜布切克为首的改革派。